# Nordseebilder

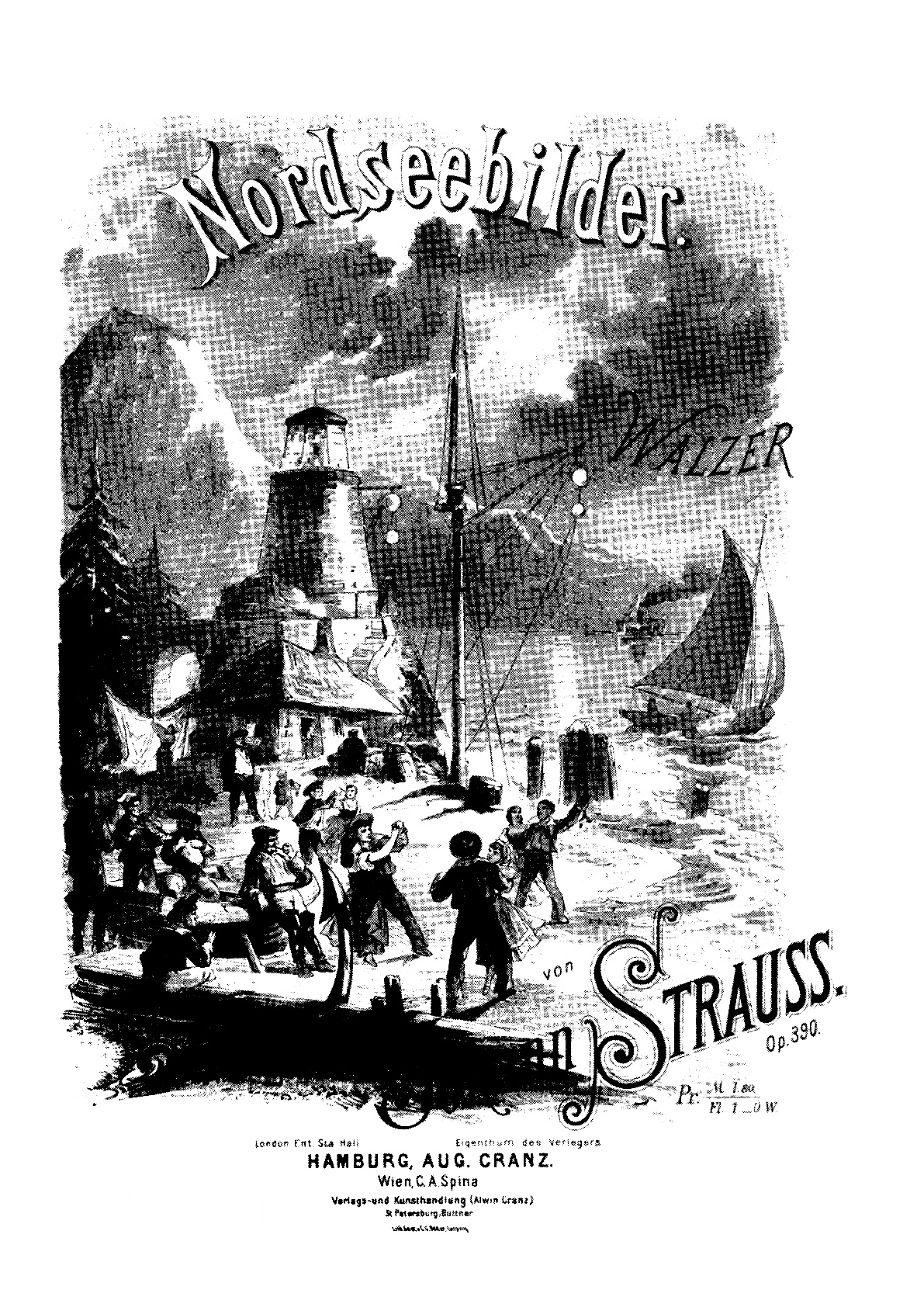
Cover de Piano score. (Hamburg: August Cranz)

 Nordseebilder  (Escenas del Mar del Norte) op. 390 es un vals de Johann Strauss II compuesto en 1879. 
Este vals de escenas marinas es el resultado de una visita a la isla de Föhr en Frisia del Norte, durante unas vacaciones que Strauss y su segunda esposa, Angelika, pasaron en el pueblo de Wyk. Los contrastantes estados de ánimo que ofrece el vivir tan cerca del Mar del Norte de inmediato impulsaron el espíritu creativo del compositor y le llevaron a producir esta obra que describe las tormentas marinas y los vientos en compás de 3/4.
El público de Viena lo escuchó por vez primera cuando su hermano Eduard lo dirigió en uno de sus conciertos en el Musikverein el 16 de noviembre de 1879. La lenta introducción del vals sugiere una escena del mar en calma, mientras que los temas posteriores recogen el arremolinamiento de las olas. La escena de la tormenta sugiere el Mar del Norte bajo fuertes vientos con el uso de acordes furiosos e instrumentos de metal. El tema inicial del vals es reintroducido antes del brillante final.

Vals 1